# Târgu Cărbunești

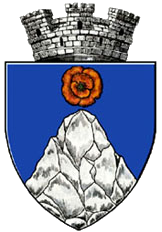
Herb miasta Târgu Cărbunești

Târgu Cărbunești – miasto w południowej Rumunii, w okręgu Gorj, w Oltenii. Liczy 8731 mieszkańców (2002).
Leży w południowo-wschodniej części okręgu. W mieście urodził się Gheorghe Vlăduțescu, filozof, członek Akademii Rumuńskiej. Burmistrzem miasta jest Toader Pasti Cristian.